# Гантінгдоншир

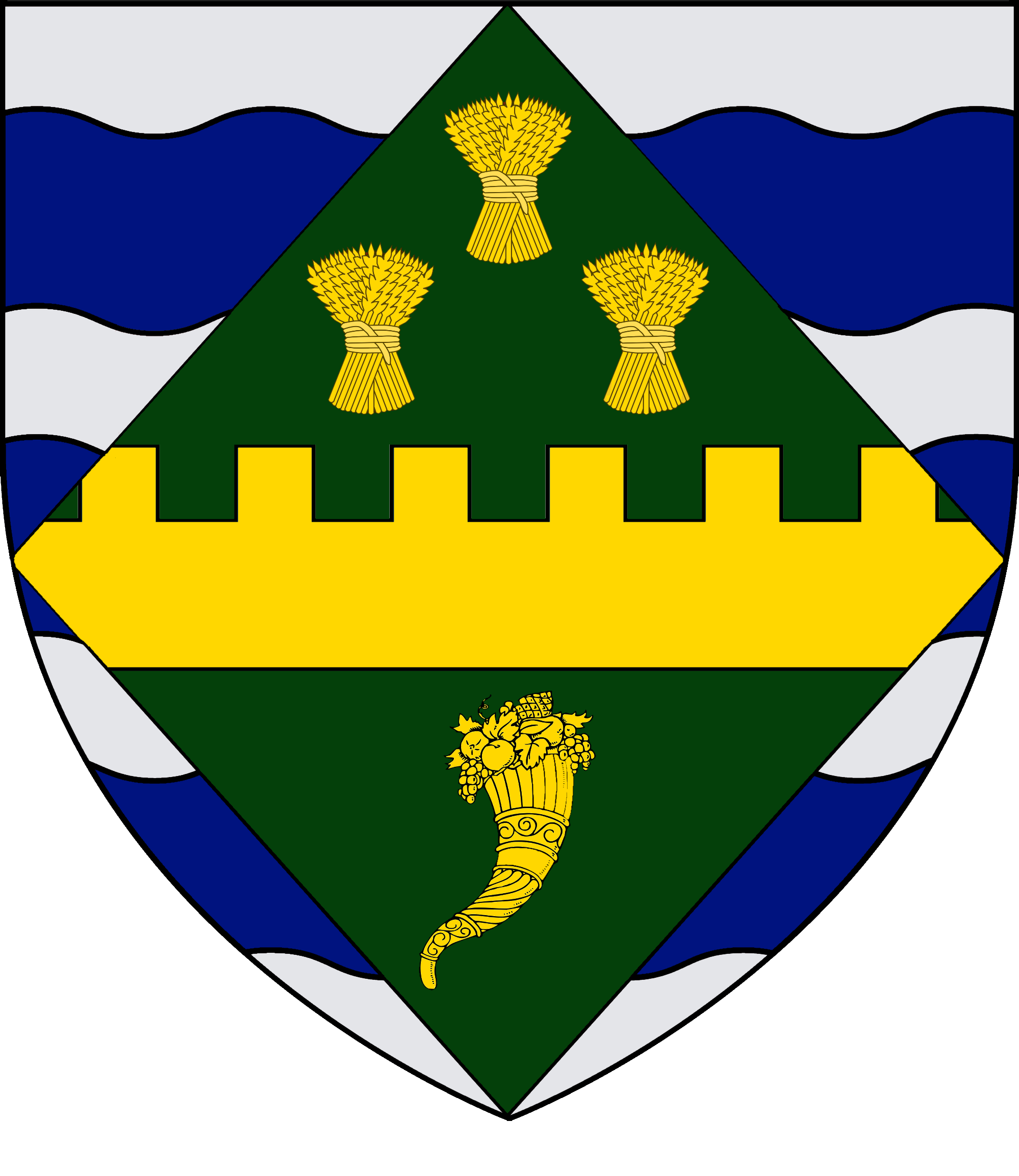
Герб Гантінґдонширу, Англія

Гантінгдоншир (англ. Huntingdonshire) — історичне графство в Англії, нині округ у графстві Кембриджшир.